# España en la Copa Mundial de Fútbol de 1986
La selección de España fue uno de los 24 países participantes de la Copa Mundial de Fútbol de 1986, realizada en México. El seleccionado español clasificó a la cita de México, tras obtener el primer puesto del Grupo 4 de la eliminatoria de la UEFA, superando por 1 punto a su similar de Escocia, equipo que también clasificó al Mundial, superando a Gales por diferencia de Goles.

## Clasificación
En su primer partido de la ronda clasificatoria, venció a Gales por 3-0 en Sevilla con goles de Poli Rincón, Lobo Carrasco y Butragueño. Pero en su segundo encuentro, la selección española cayó derrotada ante Escocia por un 3-1 en Glasgow; luego volvieron a enfrentarse con un triunfo español por 1-0 en la capital hispalense con gol de Paco Clos. En el partido siguiente perdió por 3-0 frente a Gales, en el que sería el último partido como internacional del portero Arconada, y luego venció por 1-2 a Islandia gracias a goles de Manu Sarabia y Marcos Alonso. En el duelo siguiente con los islandeses en Sevilla, vencieron por 2-1 con goles de Poli Rincón y Gordillo, y el descuento de Thorbjoersson. España clasificó con un punto de ventaja sobre ambas selecciones británicas y accedió a un Mundial por séptima vez.

### Grupo 4

#### Tabla de posiciones
| Equipo   | Pts | PJ | PG | PE | PP | GF | GC | Dif |
| -------- | --- | -- | -- | -- | -- | -- | -- | --- |
| España   | 8   | 6  | 4  | 0  | 2  | 9  | 8  | 1   |
| Escocia  | 7   | 6  | 3  | 1  | 2  | 8  | 4  | 4   |
| Gales    | 7   | 6  | 3  | 1  | 2  | 7  | 6  | 1   |
| Islandia | 2   | 6  | 0  | 0  | 6  | 4  | 10 | -6  |

### Partidos
| Fecha                    | Lugar     | Partido  | Partido             | Partido | Partido             | Partido  |
| ------------------------ | --------- | -------- | ------------------- | ------- | ------------------- | -------- |
| 17 de octubre de 1984    | Sevilla   | España   | Bandera de España   | 3:0     | Bandera de Gales    | Gales    |
| 14 de noviembre de 1984  | Glasgow   | Escocia  | Bandera de Escocia  | 3:1     | Bandera de España   | España   |
| 27 de febrero de 1985    | Sevilla   | España   | Bandera de España   | 1:0     | Bandera de Escocia  | Escocia  |
| 30 de abril de 1985      | Wrexham   | Gales    | Bandera de Gales    | 3:0     | Bandera de España   | España   |
| 12 de junio de 1985      | Reikiavik | Islandia | Bandera de Islandia | 1:2     | Bandera de España   | España   |
| 25 de septiembre de 1985 | Sevilla   | España   | Bandera de España   | 2:1     | Bandera de Islandia | Islandia |

## Jugadores
| #  | Nombre                 | Nac | Posición      | Edad | Club            |
| -- | ---------------------- | --- | ------------- | ---- | --------------- |
| 1  | Andoni Zubizarreta     |     | Portero       | 24   | Athletic Bilbao |
| 2  | Tomás Reñones          |     | Defensor      | 25   | Atlético Madrid |
| 3  | José Antonio Camacho   |     | Defensor      | 30   | Real Madrid     |
| 4  | Antonio Maceda         |     | Defensor      | 29   | Real Madrid     |
| 5  | Víctor Muñoz           |     | Defensor      | 29   | Barcelona       |
| 6  | Rafael Gordillo        |     | Mediocampista | 29   | Real Madrid     |
| 7  | Juan Antonio Señor     |     | Mediocampista | 27   | Real Zaragoza   |
| 8  | Andoni Goikoetxea      |     | Defensor      | 29   | Athletic Bilbao |
| 9  | Emilio Butragueño      |     | Delantero     | 22   | Real Madrid     |
| 10 | Lobo Carrasco          |     | Delantero     | 27   | Barcelona       |
| 11 | Julio Alberto Moreno   |     | Mediocampista | 27   | Barcelona       |
| 12 | Quique Setién          |     | Delantero     | 27   | Atlético Madrid |
| 13 | Javier Urruticoechea   |     | Portero       | 34   | Barcelona       |
| 14 | Ricardo Gallego        |     | Mediocampista | 27   | Real Madrid     |
| 15 | Chendo                 |     | Defensor      | 24   | Real Madrid     |
| 16 | Poli Rincón            |     | Delantero     | 29   | Real Betis      |
| 17 | Francisco López Alfaro |     | Mediocampista | 23   | Sevilla         |
| 18 | Ramón Calderé          |     | Mediocampista | 27   | Barcelona       |
| 19 | Julio Salinas          |     | Delantero     | 23   | Athletic Bilbao |
| 20 | Eloy Olaya             |     | Delantero     | 21   | Sporting Gijón  |
| 21 | Míchel González        |     | Mediocampista | 23   | Real Madrid     |
| 22 | Juan Carlos Ablanedo   |     | Portero       | 22   | Sporting Gijón  |
| DT | Miguel Muñoz           |     |               |      |                 |

## Participación
El equipo comenzó su participación contra Brasil perdiendo por 1-0 y que se recordaría por el «gol fantasma» español; luego, tras vencer por 2-1 a Irlanda del Norte gracias a los goles de Salinas y Butragueño, y por un 3-0 a Argelia gracias a un doblete de Ramón María Calderé y otro tanto de Eloy Olaya, accedió a los octavos de final donde venció a la selección danesa por 5-1 el 18 de junio en el estadio Corregidora de Santiago de Querétaro. Ahí, venció a la selección danesa de Michael Laudrup y Morten Olsen por un contundente 5-1 con cuatro tantos de Emilio Butragueño y uno de Andoni Goikoetxea, que dieron la vuelta el marcador abierto por Jesper Olsen en el minuto 34. Butragueño se convirtió en el noveno jugador en marcar 4 goles en un mismo partido en una fase final de un Mundial.
En cuartos de final, empató 1-1 con la selección belga el 22 de junio en el estadio Cuauhtémoc de Puebla, tras igualar a cinco minutos del término con gol de Juan Señor. En la posterior tanda de penales, Jean Marie Pfaff detendría el segundo lanzamiento de Eloy Olaya con el que Bélgica pasó a semifinales tras el 5-4 final de los lanzamientos.

### Primera ronda

#### Grupo D
| Equipo            | Pts | PJ | PG | PE | PP | GF | GC | Dif |
| ----------------- | --- | -- | -- | -- | -- | -- | -- | --- |
| Brasil            | 6   | 3  | 3  | 0  | 0  | 5  | 0  | 5   |
| España            | 4   | 3  | 2  | 0  | 1  | 5  | 2  | 3   |
| Irlanda del Norte | 1   | 3  | 0  | 1  | 2  | 2  | 6  | -4  |
| Argelia           | 1   | 3  | 0  | 1  | 2  | 1  | 5  | -4  |

| 1 de junio de 1986, 12:00 | España | 0:1 (0:0) | Brasil       | Estadio Jalisco, Guadalajara                                            |                                                                         |
|                           |        | Reporte   | Sócrates 62' | Asistencia: 35.748 espectadores Árbitro(s): Chris Bambridge (Australia) | Asistencia: 35.748 espectadores Árbitro(s): Chris Bambridge (Australia) |

| 7 de junio de 1986, 12:00 | Irlanda del Norte | 1:2 (0:2) | España                      | Estadio Tres de Marzo, Zapopan                                        |                                                                       |
|                           | Clarke 47'        | Reporte   | Butragueño 2' · Salinas 18' | Asistencia: 28.000 espectadores Árbitro(s): Horst Brummeier (Austria) | Asistencia: 28.000 espectadores Árbitro(s): Horst Brummeier (Austria) |

| 12 de junio de 1986, 12:00 | Argelia | 0:3 (0:1) | España                      | Estadio Tecnológico, Monterrey                                    |                                                                   |
|                            |         | Reporte   | Calderé 15', 68' · Eloy 70' | Asistencia: 23.980 espectadores Árbitro(s): Shizuo Takada (Japón) | Asistencia: 23.980 espectadores Árbitro(s): Shizuo Takada (Japón) |

### Octavos de final
| 18 de junio de 1986, 16:00 | Dinamarca        | 1:5 (1:1) | España                                                         | Estadio La Corregidora, Querétaro                                     |                                                                       |
|                            | Olsen 33' (pen.) | Reporte   | Butragueño 43', 57', · 80', 89' (pen.) · Goikoetxea 68' (pen.) | Asistencia: 38.500 espectadores Árbitro(s): Jan Keizer (Países Bajos) | Asistencia: 38.500 espectadores Árbitro(s): Jan Keizer (Países Bajos) |

### Cuartos de final
| 22 de junio de 1986, 16:00 | España                                      | 1:1 (1:1, 1:1) (t. s.)(5:6 p.) | Bélgica                                              | Estadio Cuauhtémoc, Puebla                                                        |                                                                                   |
|                            | Señor 85'                                   | Reporte                        | Ceulemans 35'                                        | Asistencia: 45.000 espectadores Árbitro(s): Sigfried Kirschen (Alemania Oriental) | Asistencia: 45.000 espectadores Árbitro(s): Sigfried Kirschen (Alemania Oriental) |
|                            |                                             | Tiros desde el punto penal     |                                                      |                                                                                   |                                                                                   |
|                            | Señor · Eloy · Chendo · Butragueño · Víctor |                                | Claesen · Scifo · Broos · Vervoort · L. Van Der Elst |                                                                                   |                                                                                   |